# Sanremo grande amore
Sanremo grande amore è il terzo EP del gruppo musicale italiano Il Volo, pubblicato il 17 febbraio 2015 dalla Sony Music.

## Descrizione
L'EP contiene sei reinterpretazioni di alcuni brani significativi del Festival di Sanremo con l'aggiunta dell'inedito Grande amore, pubblicato come singolo il 12 febbraio e vincitore del Festival di Sanremo 2015.
Il 12 maggio 2015, l'EP è stato ripubblicato con l'aggiunta di un DVD, quest'ultimo denominato Italia grande amore e che documenta l'esperienza del gruppo al Festival di Sanremo e il relativo dietro le quinte.

## Tracce
1. Grande amore – 3:44 (Francesco Boccia, Ciro "Tommy" Esposito)
2. Ancora – 3:32 – originariamente interpretata da Eduardo De Crescenzo
3. Vacanze romane – 4:15 – originariamente interpretata dai Matia Bazar
4. Canzone per te – 4:00 – originariamente interpretata da Sergio Endrigo
5. Piove (ciao ciao bambina) – 3:33 – originariamente interpretata da Domenico Modugno
6. Romantica – 3:26 – originariamente interpretata da Tony Dallara
7. L'immensità – 4:02 – originariamente interpretata da Don Backy

DVD bonus nella New Edition
1. Italia grande amore

## Formazione

### Gruppo
- Piero Barone – tenore
- Ignazio Boschetto – tenore
- Gianluca Ginoble – baritono

### Altri musicisti
- Mattia Tedesco – chitarra elettrica ed acustica
- Paolo Prosperini – gypsy guitar
- Cesare Chiodo – basso
- Celso Valli – pianoforte, tastiera, arrangiamento
- Paolo Valli – batteria, programmazione della batteria
- Tommy Ruggero – percussioni
- Stefano Bussoli – timpani
- Massimo Tagliata – fisarmonica
- CV Strings Ensemble – strumenti ad arco
- Valentino Corvino – primo violino
- Stefano Di Battista – sassofono (traccia 2)
- Massimo Varini – chitarra acustica (tracce 5 e 6)

### Produzione
- Celso Valli, Michele Torpedine – produzione
- Enrico Capalbo, Roberto Bartilucci – ingegneria del suono
- Marco Borsatti – ingegneria del suono, mastering
- Giordano Mazzi – editing
- Maurizio Biancani – mastering

## Classifiche

### Classifiche settimanali
| Classifica (2015)       | Posizione massima |
| ----------------------- | ----------------- |
| Austria                 | 9                 |
| Belgio (Fiandre)        | 104               |
| Belgio (Vallonia)       | 59                |
| Italia                  | 1                 |
| Grecia                  | 24                |
| Paesi Bassi             | 63                |
| Stati Uniti (classical) | 7                 |
| Svizzera                | 15                |

### Classifiche di fine anno
| Classifica (2015) | Posizione |
| ----------------- | --------- |
| Italia            | 7         |